# Felip d'Orleans, Regent de França
De vegades apareix com a Felip II d'Orleans perquè fou el segon duc de nom Felip de la casa d'Orleans, però l'ordinal estricte ha de ser III ja que fou el tercer duc d'Orlans de nom Felip
Felip d'Orleans, Regent de França (Saint-Cloud, 2 d'agost de 1674 - Versalles, 1723) fou el segon duc d'Orleans de la seva nissaga però tercer amb el nom de Felip, príncep de sang de França de la casa dels Orleans, amb el tractament d'altesa reial. Fou el duc d'Orleans i regent de França des del 1715 fins a la seva mort, vuit anys després.
Era fill del duc Felip d'Orleans i de la princesa Elisabet Carlota del Palatinat. Felip era net per via paterna del rei Lluís XIII de França i de la infanta Anna d'Espanya i per via materna de l'elector Carles Lluís del Palatinat i de la princesa Carlota de Hessen-Kassel.

## Guerra de Successió Espanyola
Durant la Guerra de Successió Espanyola va lluitar al servei de Lluís XIV de França (1701-1706) sent derrotat en la batalla de Torí de 1706. Destinat al front peninsular, serví a Felip V lluitant al Setge de Lleida, que va caure el 14 de novembre de 1707, i al Setge de Tortosa, que ho va fer el 15 de juliol de 1708. Fou apartat del comandament després de la conspiració contra Felip V de 1709.

## Regència
Després de la mort de Lluís XIV de França, el duc d'Orleans va aconseguir que el Parlament n'anul·lés el testament el setembre de 1715 i l'anomenés regent únic plenipotenciari fins a la majoria d'edat de Lluís XV de França, restablint la pau i aliant-se amb el Regne de la Gran Bretanya i l'Arxiducat d'Àustria contra Espanya el 1719. El 1718 va poder desmuntar la Conspiració de Cellamare, que pretenia substituir la seva regència per la de Felip V d'Espanya amb l'ajut de l'ambaixador Antonio del Giudice.

## Col·leccionista d'art
Felip d’Orleans va ser un gran afeccionat a la pintura. Va encarregar nombroses obres a Antoine Coypel, com ja ho havia fet anteriorment el seu pare, Felip de França, duc d'Orléans.
Felip d'Orleans va comissionar a Pierre Crozat, alt funcionari i gran expert en art, la compra de la col·lecció de pintures de Cristina de Suècia quan Cristina vivia a Roma després d'haver abdicat del tron suec. Aquesta compra constituí el nucli de la Col·lecció Orleans, la col·lecció privada més gran d'art occidental, especialment italià, mai reunida, i probablement la més famosa.
El gravador i marxant d'art venecià Anton Maria Zanetti el vell també fou contractat per Felip d'Orleans per l'assessorament en la compra de pintures.

## Descendència
Felip contragué matrimoni el 1692, a l'edat de divuit anys, amb la princesa Francesca Maria de Blois, filla legitimada del rei Lluís XIV de França i de la seva amant la Madame de Montespan. La parella tingueren els següents fills:
1. La princesa Lluïsa Elisabet d'Orleans, nada a Versalles el 1695 i morta al Castell de la Muette el 1719. Es casà amb el príncep Carles de França, duc de Berry, el 1710. Es casà en segones núpcies amb l'aristòcrata francès Armand d'Aydic, comte de Rion.
2. La princesa Lluïsa Adelaida d'Orleans, nada a Versalles el 1698 i morta a París el 1743.
3. La princesa Carlota d'Orleans, nada el 1700 a París i morta a Mòdena el 1761. Contragué matrimoni el 1720 a Mòdena amb el duc  Francesc III, duc de Mòdena.
4. El príncep Lluís d'Orleans, nat el 1703 a Versalles i mort el 1752 a París. Es casà l'any 1724 amb la princesa Augusta de Baden-Baden.
5. La princesa Lluïsa Elisabet d'Orleans, nada el 1709 a Versalles i morta el 1742 al Palau de Luxemburg. Es casà amb el rei Lluís I d'Espanya.
6. La princesa Felipa Elisabet d'Orleans, nada el 1714 a Versalles i morta el 1734 a Bangnolet.
7. La princesa Lluïsa Diana d'Orleans, nada el 1716 a París i morta el 1736 al Castell d'Issy. Contragué matrimoni amb el príncep Lluís Francesc de Borbó, prince de Conti el 1732 a Versalles.